# Jorne Spileers
Jorne Spileers (Oudenaarde, 21 gennaio 2005) è un calciatore belga, difensore del Club Brugge.

## Caratteristiche tecniche
Gioca come difensore centrale ben strutturato fisicamente, abile in impostazione con la palla al piede e in marcatura.

## Carriera

### Club
È cresciuto nel Club Brugge. Nella stagione 2022-2023 realizza un goal in Youth League nella vittoria per 4-1 contro il Bayer Leverkusen e trova spazio in Challenger Pro League dove colleziona 15 presenze con 1 goal.
Ha esordito il 1 dicembre 2022 in Pro League contro il Mechelen. Il 10 Agosto 2023 segna il goal del vantaggio nella vittoria per 5-1 contro l'Akureyri nelle qualificazioni di Conference League. Trova spazio durante la stagione diventando un titolare del club belga, contribuendo alla vittoria della Pro League.

### Nazionale
Ha giocato nelle nazionali giovanili belghe Under-15, Under-17, Under-19 ed Under-21.

## Statistiche

### Presenze e reti nei club
Statistiche aggiornate al 18 gennaio 2025.
| Stagione           | Squadra            | Campionato         | Campionato | Campionato | Coppe nazionali | Coppe nazionali | Coppe nazionali | Coppe continentali | Coppe continentali | Coppe continentali | Altre coppe | Altre coppe | Altre coppe | Totale | Totale | Totale |
| Stagione           | Squadra            | Comp               | Pres       | Reti       | Comp            | Pres            | Reti            | Comp               | Pres               | Reti               | Comp        | Pres        | Reti        | Pres   | Reti   |        |
| ------------------ | ------------------ | ------------------ | ---------- | ---------- | --------------- | --------------- | --------------- | ------------------ | ------------------ | ------------------ | ----------- | ----------- | ----------- | ------ | ------ | ------ |
| 2020-2021          | Club NXT           | 2D                 | 1          | 0          | -               | -               | -               | -                  | -                  | -                  | -           | -           | -           | 1      | 0      |        |
| 2022-2023          | Club NXT           | 2D                 | 16         | 1          | -               | -               | -               | -                  | -                  | -                  | -           | -           | -           | 16     | 1      |        |
| 2024-2025          | Club NXT           | 2D                 | 2          | 0          | -               | -               | -               | -                  | -                  | -                  | -           | -           | -           | 2      | 0      |        |
| Totale Club NXT    | Totale Club NXT    | Totale Club NXT    | 19         | 1          |                 | -               | -               |                    | -                  | -                  |             | -           | -           | 19     | 1      |        |
| 2022-2023          | Club Bruges        | D1                 | 11         | 0          | CB              | 0               | 0               | UCL                | 1                  | 0                  | -           | -           | -           | 12     | 0      |        |
| 2023-2024          | Club Bruges        | D1                 | 29         | 0          | CB              | 2               | 0               | UECL               | 12                 | 1                  | -           | -           | -           | 43     | 1      |        |
| 2024-2025          | Club Bruges        | D1                 | 8          | 1          | CB              | 2               | 0               | UCL                | 0                  | 0                  | SB          | 1           | 0           | 11     | 1      |        |
| Totale Club Bruges | Totale Club Bruges | Totale Club Bruges | 48         | 1          |                 | 4               | 0               |                    | 13                 | 1                  |             | 1           | 0           | 66     | 2      |        |
| Totale carriera    | Totale carriera    | Totale carriera    | 67         | 2          |                 | 4               | 0               |                    | 13                 | 1                  |             | 1           | 0           | 85     | 3      |        |

## Palmarès
- Campionato belga: 1

Club Bruges: 2023-2024
- Coppa del Belgio: 1

Club Bruges: 2024-2025
- Supercoppa del Belgio: 1

Club Bruges: 2025